# منع تشكل الغشاء الحيوي الرقيق
تتشكل الأغشية الحيوية الرقيقة (بيوفيلم) عندما تلتصق الميكروبات العائمة الحرة بسطح ما. رغم وجود بعض الاستخدامات المفيدة للأغشية الحيوية الرقيقة، فليست مرغوبة بشكل عام، وقد تطورت وسائل لمنع تشكل الأغشية الحيوية الرقيقة. تفرز الأغشية الحيوية الرقيقة بوليمرات خارج خلوية تؤمن نسيجًا هيكليًا وتسهل عملية الالتصاق؛ على هذا الأساس، تركز وسائل الوقاية إلى حد كبير على مجالين: قتل الميكروبات التي تشكل هذه الأغشية، أو منع التصاق الميكروبات على السطح. نظرًا إلى أن الأغشية الحيوية الرقيقة تحمي البكتيريا، فغالبًا ما تكون أكثر مقاومة للعلاجات التقليدية بالصادات الحيوية، ما يجعلها تشكل خطرًا كبيرًا على الصحة. على سبيل المثال، يجري الإبلاغ عن أكثر من مليون حالة من عدوى الجهاز البولي المرتبطة بالقسطرة كل عام، ويمكن أن يُعزى العديد منها إلى البكتيريا المرتبطة بالغشاء الحيوي الرقيق. حاليًا، توجه كميات هائلة من الأموال والبحوث نحو استخدام الأغشية الحيوية الرقيقة بشكل مفيد والحماية من مخاطرها.

## الطرق
تنقسم طرق منع تشكل الأغشية الحيوية الرقيقة إلى فئتين:
1. منع نمو الميكروبات.
2. منع ارتباط الميكروبات بالسطح.

## منع نمو الميكروبات

### الطلاءات المضادة للميكروبات
تعد التعديلات الكيميائية الاستراتيجية الرئيسية لمنع تشكل الأغشية الحيوية الرقيقة على الأجهزة الطبية. تعد الطلاءات الحاوية على مضادات حيوية ومبيدات وأيونات طرقًا كيميائية شائعة للوقاية من تشكل الأغشية الحيوية الرقيقة. تمنع تكون الأغشية الحيوية الرقيقة من خلال التداخل مع التصاق وتوسع الأغشية غير الناضجة. عادةً، تكون هذه الطلاءات فعالة فقط لفترة زمنية قصيرة (نحو أسبوع واحد)، وبعد ذلك يقلل ارتشاح العامل المضاد للميكروبات من فعالية الطلاء.
عُرفت الاستخدامات الطبية للفضة وأيونات الفضة منذ زمن. يمكن عزو استخدامها إلى الفينيقيين، الذين يخزنون الماء والنبيذ والخل ضمن زجاجات فضية لمنعها من التلف. تزايد الاهتمام باستخدام طلاء الفضة للأغراض المضادة للميكروبات. تُعرف الخاصية المضادة للميكروبات للفضة بالتأثير الفعّال بالمقادير القليلة، وهي عملية تتداخل فيها أيونات المعادن مع نمو البكتيريا وعملها. أكدت العديد من الدراسات المخبرية فعالية الفضة في منع حدوث العدوى، سواء في شكل طلاء أو جزيئات نانوية منثورة ضمن مواد ذات ترابط بوليميري. مع ذلك، ما تزال هناك مخاوف بشأن استخدام الفضة في الجسم الحي. بالنظر إلى الآلية التي يتداخل بها معدن الفضة مع وظيفة الخلايا البكتيرية، يخشى البعض من أن الفضة قد يكون له تأثير سام مماثل على الأنسجة البشرية. لهذا السبب، وُضعت حدود لاستخدام طلاء الفضة في الجسم الحي. رغم ذلك، يُستخدم طلاء الفضة بشكل شائع على أجهزة مثل القسطرة.

### تنقية المياه
اتُبعت عند دراسة هذه التقنية طريقتان لتنقية المياه. الأولى هي تقنية التناضح العكسي النموذجية المستخدمة لتنقية المياه. الأخرى هي تقنية التناضح العكسي المزدوج مع إزالة الأيونات الكهربائية التي تُعقم فيها المياه باستمرار بالأشعة فوق البنفسجية وتُطهر أسبوعيًا بالأوزون. أُجري فحص أسبوعي للأنابيب التي تمر بها المياه للبحث عن مستعمرات بكتيرية. أظهرت المياه عالية النقاء انخفاضا حادًا في المستعمرات البكتيرية الملتصقة. تُفحص طرق تنقية المياه هنا لمنع حدوث التلوث وتشكل الأغشية الحيوية الرقيقة.

## منع ارتباط الميكروبات بالسطح

### تعديل البوليمر
لتجنب الآثار غير المرغوب بها للارتشاح، يمكن تثبيت العوامل المضادة للميكروبات على أسطح الجهاز باستخدام سلاسل بوليمرية طويلة ومرنة. ترتبط هذه السلاسل بسطح الجهاز عن طريق الروابط التساهمية، ما ينتج أسطحًا تمنع الارتشاح والالتصاق. وجدت إحدى الدراسات في المختبر أنه عند ارتباط N-ألكيلبيريدينيوم بروميد، وهو عامل مضاد للميكروبات، ببولي (4-فينيل-N-هكسيلبيريدين)، كان البوليمر قادرًا على تعطيل فعالية ≥ 99% من جراثيم العُنقودية البشروية والزائفة الزنجارية والإشريكية القولونية.
تمنع قوى التشتت بين سلاسل البوليمر والخلايا البكتيرية البكتيريا من الارتباط بالسطح وبدء نمو الأغشية الحيوية الرقيقة. هذا المفهوم مشابه لمفهوم استقرار الإعاقة الفراغية للغرويات. ترتبط سلاسل البوليمر على السطح عن طريق روابط تساهمية أو عن طريق الامتزاز. تنبع قابلية ذوبان هذه البوليمرات من الإنتروبيا الشكلية لسلاسل البوليمر في المحلول. تُستخدم القيمة خي (χ) لتحديد ما إذا كان البوليمر قابلًا للذوبان في محلول معين. تُعطى قيمة χ بالمعادلة:
{\displaystyle \chi ={\frac {{(\delta _{1}-\delta _{2}})^{2}\times {\bar {V}}}{RT}}.\ }
حيث δ1 و δ2 كثافات طاقة التماسك للبوليمر والمحل، ῡ الحجم المولي للمحلول بفرض (2ῡ= 1ῡ)، R ثابت الغازات المثالية، Ƭ درجة الحرارة مقدرة بالكلفن. إذا كانت χ ما بين 0 و2 يكون البوليمر قابلًا للذوبان.

### الأوزنة
تتشكل الأغشية الحيوية الرقيقة كطريقة لنجاة البكتيريا في الأوساط المائية. يستهدف الأوزون متعددات السكاريد خارج الخلية، وهي مجموعة من المستعمرات البكتيرية على السطح، ويزيلها. يخترق الأوزون هيكل الغشاء الحيوي الرقيق بوتيرة سريعة وبالتالي يذيبه ويعيد تحويله إلى أجزاء مجهرية غير ضارة. يعد الأوزون فعالًا جدًا لأنه مؤكسد قوي جدًا ويقضي على الأغشية الحيوية الرقيقة بتراكيز أكبر بكثير من معظم المطهرات مثل الكلور. استُخدمت هذه التقنية بشكل رئيسي في المنتجعات الصحية والمسابح كوسيلة لتنقية المياه.

### الشحنة السطحية
تبين أن تعديل الشحنة السطحية للبوليمرات وسيلة فعالة للوقاية من تشكل الأغشية الحيوية الرقيقة. استنادًا إلى مبدأ حدوث تنافر بين الجسيمات ذات الشحنات الكهربائية الساكنة والجسيمات الأخرى ذات الشحنة المماثلة. يمكن التحكم في الصفات الكارهة للماء لسلاسل البوليمر وشحنتها باستخدام سلاسل متعددة من البوليميرات والعوامل المضادة للميكروبات. تُمكِّن السلاسل متعددة الكاتيونات ذات الشحنة الموجبة الجزيء من التمدد وتوليد فعالية قاتلة للجراثيم.

## أمثلة على العوامل المضادة لتشكل البيوفيلم
العوامل المضادة لتشكل الأغشية الحيوية الرقيقة هي الجزيئات غير السامة التي تحتوي على أجزاء مثل: إيميدازول، إندول، ببتيدات الكبريتيد، تريازول وغيرها من الأجزاء التي تمنحها خاصية تخريب أو تثبيط تشكل الأغشية الحيوية الرقيقة. هناك العديد من العوامل المضادة لتشكل الأغشية الحيوية الرقيقة مثل: أريل الرودانين وحمض سيس-2-ديسينوئيك والسائل الأيوني.

### أريل الرودانين
الصيغة الكيميائية لأريل الرودانين هي [(Z)-3-(-3-فلوروفينيل)-5-(-3-إيثوكسي-4-هيدروكسيلبنزيليدين)-2-تيوكسوتيازوليدين-4-أون]. يمنع أريل الرودانين التصاق الخلايا البكتيرية مثل المكورات العنقودية الذهبية والمكورات المعوية في الخطوة الأولى من تكوين الأغشية الحيوية الرقيقة، لأنه يمنع التفاعل الأولي بين الخلايا البكتيرية وسطح الالتصاق، وتعرض آلية منع تشكل الأغشية الحيوية الرقيقة بواسطة هذه الجزيئات التفاعل الفيزيائي بين أريل الرودانين وعامل الالتصاق الذي يوجد على سطح الخلية البكتيرية. ليس لهذه الجزيئات أي تأثير مضاد لأي نوع من البكتيريا.

### حمض سيس-2-ديسينوئيك
يمنع حمض سيس-2-ديسينوئيك تشكل الأغشية الحيوية الرقيقة للمكورات العنقودية المقاومة للميثيسيلين، لكنه لا يقضي عليها. ما تزال آلية تثبيط تشكل هذه الأغشية بواسطة هذه الجزيئات غير معروفة. حمض سيس-2-ديسينوئيك هو سلسلة من الأحماض الدهنية التي تؤثر على الغشاء الحيوي الرقيق للمكورات العنقودية الذهبية وتخرب هذه الأغشية. تعد الزائفة الزنجارية المصدر الرئيسي لهذه الجزيئات.

### السائل الأيوني
السائل الأيوني عبارة عن مجموعة من الأملاح المعدلة عن طريق انفصال الأنيون والكاتيون. تبدي نشاط مضاد لتشكل الأغشية الحيوية الرقيقة ولها نشاط مضاد للميكروبات، تملك نشاط مضاد لتشكل الأغشية الحيوية الرقيقة وتمنع تشكل هذه الأغشية للعديد من الكائنات الدقيقة إيجابية الغرام وسلبية الغرام.